# Manuel "Piti" Fajardo
Manuel Piti Fajardo Rivero (Manzanillo, 8 de noviembre de 1930 - Trinidad, 29 de noviembre de 1960) fue un médico y combatiente revolucionario cubano del Ejército Rebelde en la Sierra Maestra.

## Síntesis biográfica
Sus estudios primarios los realizó en la Escuela José María Heredia localizada en su pueblo natal, luego realiza el bachillerato. Se traslada a La Habana donde cursa sus estudios universitarios en la Universidad de La Habana por su vocación por la Medicina.
Al graduarse trabaja de cirujano en el Hospital de Emergencias de La Habana. Luego vuelve a su pueblo natal y trabaja en el Hospital Civil de esta ciudad y con el comandante y también médico René Vallejo en la clínica La Caridad, donde curaban a los heridos del Ejército Rebelde y entre los combatientes clandestinidad.

### Trayectoria revolucionaria
Piti Fajardo tuvo la responsabilidad profesional de asistir a los heridos del Ejército Rebelde enviados desde la Sierra. El 24 de marzo de 1958 este se incorporó a la Sierra siguiendo los pasos del doctor Vallejo. Allí alterna sus funciones de médico con las de soldado, participó en los combates de "Santo Domingo", "Providencia", "Cuatro Caminos", "Las Mercedes", "El Jigüe", "Cerro Pelado", "Veguitas", "El Meriño" y "El Salto", en los que por su destacada labor alcanza el grado de capitán. Ayouó en la construcción de varios hospitales que se construyeron en la Sierra durante la rebelión, donde salvaron la vida a muchos soldados del Ejército Rebelde. Bajo las órdenes de Fidel Castro, actúa como médico y asume el cargo del arsenal de guerra y la contabilidad de los equipos.
Durante la operación Verano actúa con las guerrillas como médico de primera línea, atendiendo a los heridos dentro del combate. Cuando Fidel Castro ordena al comandante Lalo Sardiñas que, al frente de la Columna N.º 12, Simón Bolívar, impida que las fuerzas de la tiranía cerquen, en el límite de Camagüey y Oriente, a las columnas invasoras del Che Guevara y Camilo Cienfuegos, que avanzan hacia Las Villas, Piti Fajardo planea con Sardiñas las operaciones y se cumplimenta la orden de Fidel.
Luego las tropas de Sardiñas se dividen en dos grupos con fines operacionales y a Fajardo se le sitúa al frente de uno, para operar en la Zona de Tunas, Holguín, Puerto Padre y Jobabo, entre otras. La Columna 12, forma el Cuarto Frente y aquí Piti organiza las comunicaciones, el hospital y combina con Lalo Sardiñas las operaciones militares.

### Después del triunfo revolucionario
Al triunfar la lucha armada, Manuel Fajardo es ascendido a comandante, destinado como director del Hospital Civil de Manzanillo y, más tarde, director del Hospital Militar de Santiago de Cuba. Asiste a un congreso en Porto Alegre (Brasil). Poco tiempo después es nombrado jefe de Operaciones de la Sierra Maestra y dirige las operaciones de captura de la banda de Manuel Beatón.
Al frente de las obras de la Ciudad Escolar Camilo Cienfuegos, inaugura la primera unidad con 500 «camilitos», el 26 de julio de 1960. Por un tiempo fue médico de cabecera de Fidel Castro, cuando el Jefe de la Revolución sufrió una afección respiratoria en 1960.

### Su muerte
En noviembre de 1960 fue nombrado jefe de Operaciones en la zona del macizo montañoso del Escambray, al centro de Cuba, con la encomienda de limpiar el área de elementos contrarrevolucionarios. En ese empeño fue herido de muerte en un enfrentamiento el 29 de noviembre de ese mismo año, en una zona rural a 4,5 km al oeste de la villa de Trinidad (provincia de Las Villas). Tenía al caer 30 años. Los rebeldes Rafael Brunet Lugones y Oscar Pedroso Zarosa son fusilados por el asesinato de Manuel "Piti" Fajardo el 12 de diciembre de ese mismo año.

## Escuelas con su nombre
- MANUEL FAJARDO RIBERO :En la provincia de LAS TUNAS  y en el municipio de JOBABO existe una secundaria básica con el nombre de este importante Mártir